# Trânsito de Deimos em Marte

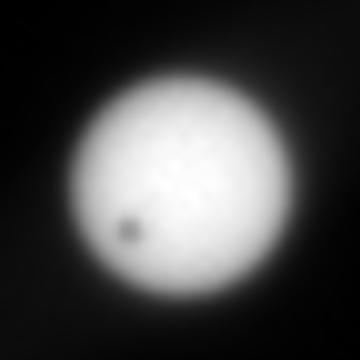
Deimos transita o Sol, capturado pela Opportunity em 4 de março de 2004.

O trânsito de Deimos através do Sol visto de Marte acontece quando Deimos passa diretamente entre o Sol e um ponto na superfície de Marte, obscurecendo uma pequena parte do disco solar para um observador em Marte. Durante um trânsito, Deimos pode ser visto de Marte como um pequeno disco escuro se movendo rapidamente ao longo da superfície do Sol.
Este evento poderia também ser referido como um eclipse parcial do Sol por Deimos. No entanto, considerando que o diâmetro angular de Deimos é apenas 1/10 do diâmetro angular do Sol visto de Marte, é mais natural referir-se a ele como um trânsito.  O diâmetro angular de Deimos é apenas 2 1/2 maior que o diâmetro angular de Vênus visto da Terra durante um trânsito de Vênus na Terra.
O trânsito de Deimos em Marte tem uma duração máxima de aproximadamente dois minutos, devido ao seu relativamente rápido período orbital de aproximadamente 30.3 horas.
Devido à baixa inclinação de suas órbitas equatoriais, as sombras de Fobos ou Deimos projetadas na superfície de Marte exibem uma variação sasonal de latitude. Em qualquer localização geográfica na superfície de Marte, há dois intervalos em um ano marciano quando as sombras de Fobos ou Deimos passam por sua latitude. Durante cada um desses intervalos, zero ou um desses trânsitos de Deimos podem ser vistos por um observador naquela localização geográfica (comparado com aproximadamente meia dúzia dos trânsitos de Fobos).
As sombras quase sempre se projetam no "hemisfério de inverno", exceto quando ela cruza o equador durante o equinócio de primavera e o equinócio de outono. Assim os trânsitos de Deimos acontecem durante o outono e inverno marciano no hemisfério norte e hemisfério sul, de maneira quase simétrica durante o solstício de inverno. Próximo ao equador eles ocorrem por volta do equinócio de outono e equinócio de primavera; mais distante do equador eles ocorrem próximo do solstício de inverno.
Devido à sua órbita relativamente próxima de Marte, Deimos não pode ser avistado a norte de 82.7°N ou a sul de 82.7°S; tais latitudes obviamente também não terão qualquer trânsito.
Em 4 de março de 2004, um trânsito foi fotografado pela sonda marciana Opportunity, enquanto em 13 de março de 2004 outro trânsito foi fotografado pela sonda marciana Spirit. Nas imagens abaixo, a primeira fila mostra o horário terrestre UTC e a segunda mostra o hora solar marciana local.
|                   |                   |                   |                   |
| 03:03:43 10:28:17 | 03:03:53 10:28:27 | 03:04:03 10:28:36 | 03:04:13 10:28:46 |

|                   |                   |                   |                   |                   |                   |                   |                   |
| 00:04:27 13:54:11 | 00:04:37 13:54:20 | 00:04:47 13:54:30 | 00:04:57 13:54:40 | 00:05:07 13:54:50 | 00:05:17 13:54:59 | 00:05:27 13:55:09 | 00:05:37 13:55:19 |

|          |          |          |          |          |          |          |          |          |          |          |
| 15:58:19 | 15:58:29 | 15:58:39 | 15:58:49 | 15:58:59 | 15:59:09 | 15:59:19 | 15:59:29 | 15:59:39 | 15:59:49 | 15:59:59 |

Os dados nas tabelas abaixo foram gerados pela JPL Horizons. Há algumas discrepâncias de um ou dois minutos em relação aos tempos dados nas sequencias acima. Isto pode ser devido à imprecisão nos dados das efemérides utilizados pela JPL Horizons; além disso os dados da JPL Horizons indicam o tempo solar aparente enquanto os tempos indicados acima são provavelmente alguma forma de tempo solar médio (e portanto algumas das discrepâncias poderiam ser decorrentes dos equivalentes marcianos da equação do tempo).
Nota: Os dados abaixo são válidos para os locais de aterrissagem originais. Levando em conta que as sondas se moveram pela superfície, os parâmetros dos trânsitos observados podem diferir ligeiramente .
Near misses em itálico.
| Trânsitos de Deimos a partir do local de aterrissagem da sonda Spirit | Trânsitos de Deimos a partir do local de aterrissagem da sonda Spirit | Trânsitos de Deimos a partir do local de aterrissagem da sonda Spirit | Trânsitos de Deimos a partir do local de aterrissagem da sonda Spirit | Trânsitos de Deimos a partir do local de aterrissagem da sonda Spirit | Trânsitos de Deimos a partir do local de aterrissagem da sonda Spirit |
| Duração tempo terrestre (UTC)                                         | Duração (tempo solar local)                                           | Minim. separ.                                                         | Deimos diam. ang.                                                     | Sol diam. ang.                                                        | Sol alt.                                                              |
| --------------------------------------------------------------------- | --------------------------------------------------------------------- | --------------------------------------------------------------------- | --------------------------------------------------------------------- | --------------------------------------------------------------------- | --------------------------------------------------------------------- |
| 24 de abril de 2003 03:05:36                                          | 10 12 59                                                              | 888.8"                                                                | 151.0"                                                                | 1296.4"                                                               | 58.3°                                                                 |
| 25 de abril de 2003 (10:22:29 – 10:24:25)                             | 16 39 46 – 16 41 39                                                   | 248.4"                                                                | 139.6"                                                                | 1297.8"                                                               | 18.5°                                                                 |
| 13 de março de 2004 (00:05:06 – 00:06:35)                             | 13 56 12 – 13 57 39                                                   | 458.6"                                                                | 150.6"                                                                | 1225.0"                                                               | 56.8°                                                                 |
| 9 de março de 2005 (15:54:16 – 15:56:14)                              | 14 49 07 – 14 51 02                                                   | 261.4"                                                                | 147.6"                                                                | 1294.5"                                                               | 44.3°                                                                 |
| 26 de janeiro de 2006 05:28:45                                        | 11 57 05                                                              | 1509.5"                                                               | 153.4"                                                                | 1227.9"                                                               | 74.0°                                                                 |
| 22 de janeiro de 2007 21:19:39                                        | 12 52 10                                                              | 982.8"                                                                | 152.6"                                                                | 1291.6"                                                               | 67.8°                                                                 |
| 12 de dezembro de 2007 18:10:49                                       | 16 26 33                                                              | 850.0"                                                                | 140.9"                                                                | 1229.2"                                                               | 22.3°                                                                 |

| Trânsitos de Deimos a partir do local de aterrissagem da sonda Opportunity | Trânsitos de Deimos a partir do local de aterrissagem da sonda Opportunity | Trânsitos de Deimos a partir do local de aterrissagem da sonda Opportunity | Trânsitos de Deimos a partir do local de aterrissagem da sonda Opportunity | Trânsitos de Deimos a partir do local de aterrissagem da sonda Opportunity | Trânsitos de Deimos a partir do local de aterrissagem da sonda Opportunity |
| Duração tempo terrestre (UTC)                                              | Duração (tempo solar local)                                                | Minim. separ.                                                              | Deimos diam. ang.                                                          | Sol diam. ang.                                                             | Sol alt.                                                                   |
| -------------------------------------------------------------------------- | -------------------------------------------------------------------------- | -------------------------------------------------------------------------- | -------------------------------------------------------------------------- | -------------------------------------------------------------------------- | -------------------------------------------------------------------------- |
| 30 de maio de 2003 (00:06:57 – 00:09:04)                                   | 13 28 59 – 13 31 02                                                        | 95.8"                                                                      | 152.5"                                                                     | 1306.3"                                                                    | 67.3°                                                                      |
| 4 de março de 2004 (03:03:52 – 03:05:06)                                   | 10 30 14 – 10 31 25                                                        | 550.0"                                                                     | 152.6"                                                                     | 1233.6"                                                                    | 67.6°                                                                      |
| 5 de março de 2004 10:21:52                                                | 16 58 21                                                                   | 1041.5"                                                                    | 138.6"                                                                     | 1232.3"                                                                    | 15.4°                                                                      |
| 17 de março de 2005 05:28:44                                               | 11 28 40                                                                   | 1041.8"                                                                    | 154.0"                                                                     | 1303.0"                                                                    | 81.6°                                                                      |
| 18 de março de 2005 (12:36:42 – 12:38:43)                                  | 17 46 46 – 17 48 43                                                        | 89.6"                                                                      | 134.3"                                                                     | 1304.4"                                                                    | 3.0°                                                                       |
| 18 de janeiro de 2006 (15:54:26 – 15:56:21)                                | 15 08 00 – 15 09 52                                                        | 198.4"                                                                     | 147.2"                                                                     | 1235.3"                                                                    | 42.7°                                                                      |
| 31 de janeiro de 2007 18:15:01                                             | 16 02 28                                                                   | 824.8"                                                                     | 143.2"                                                                     | 1301.4"                                                                    | 29.3°                                                                      |
| 3 de dezembro de 2007 21:20:36                                             | 13 11 25                                                                   | 739.0"                                                                     | 153.1"                                                                     | 1238.0"                                                                    | 72.1°                                                                      |